# Evans Head
Evans Head is een plaats in de Australische deelstaat New South Wales en telt 3500 inwoners (2006).